# Allium joharchii
Allium joharchii là một loài thực vật có hoa trong họ Amaryllidaceae. Loài này được F.O.Khass. & Memariani mô tả khoa học đầu tiên năm 2006.